# 케빈 콜린스
케빈 콜린스(Kevin Collins, 1972년 3월 17일 ~ )는 미국의 성우, 배우, 연극 배우, 텔레비전 배우이다.
트렌턴에서 태어났다.

## 방송
- 가딩 라이트

## 영화
- 에브리바디 파인 (2009년)
- 베이비 마마 (2008년)
- 인피니트 저스티스 (2006년)
- 뮌헨 (2005년) - 미국 선수 역
- 뱀파이어 정션 (2001년)
- 부드러운 육체 (1998년)
- 가딩 라이트 (1952년)